# دوري الدرجة الأولى الليتواني 1928
دوري الدرجة الأولى الليتواني 1928 هو الموسم 7 من دوري الدرجة الأولى الليتواني. أشرف على تنظيمه اتحاد ليتوانيا لكرة القدم، وكان عدد الأندية المشاركة فيه 20، وفاز فيه KSS Klaipėda ‏.